# Richard Edwards (dramaturge)
Pour les articles homonymes, voir Richard Edwards.
Richard Edwards ou Edwardes (Somerset, 1523 ? – Londres, 31 octobre 1566) est un poète, un musicien, un compositeur et un dramaturge anglais, originaire du Somersetshire. Il est fait gentilhomme de la Chapelle royale, et maître du chœur des enfants (en) à l'époque de la reine Marie et de la reine Élisabeth. Il est connu pour ses comédies et interludes. La rumeur a couru qu'il était un des fils illégitimes du roi Henri VIII.

## Biographie

### Éducation
Il entre à Corpus Christi College de l'université d'Oxford le 11 mai 1540,. Il obtient son B.A. (Bachelor of Arts) en 1544, et en 1547, âgé alors de vingt-quatre ans, il devient un « senior student » de Christ Church College, toujours à l'université d'Oxford, où il étudie la musique sous la direction d'un certain George Etheridge,. Dans un de ses poèmes, Faire woordes make fooles faine, il décrit son départ pour la cour royale, où il va tenter de faire fortune, avec la bénédiction de son père :
| In youthfull yeeres when fyrst my young desyres began To prickle mee foorth to serue in Court, a sclender tall young man, My fathers blessing then I askt vpon my knee, Who blessing me with trembling hand, these wordes gan say to me, My sonne, God guide thy way, and shielde thee from mischaunce, And make thy just desartes in Court, thy poore estate to aduance. Yet when thou art become one of the Courtly trayne, Thinke on this prouerb olde (qd he) that faire woordes make fooles faine. | Dans mon adolescence, lorsque mes jeunes désirs commencèrent à me pousser à servir à la Cour, jeune homme grand et élancé, Je demandai alors à genoux l'approbation de mon père, Qui me bénit d'une main tremblante, et se mit à me dire les mots suivants : Mon fils, que Dieu te guide et qu'il te protège de la malchance, Et qu'il ne te fasse déserter ton pauvre domaine pour la Cour que pour t'élever. Cependant, lorsque tu seras devenu un des courtisans roués, Pense à ce vieux proverbe qui dit que les bons mots obligent à faire les fous. |

### Carrière professionnelle
Il y réussit rapidement, puisque, sous Édouard VI, il obtient une rente annuelle de 6 livres, 13 shillings et 4 pennies. Au couronnement de la reine Marie en 1553, il reçoit sa livrée de gentilhomme de la Chapel Royal (Gentleman of the Chapel Royal). Ce titre lui permet d'adresser à la reine quelques vers comme cadeau de la nouvelle année 1556. Le 27 mai 1560, il est confirmé dans sa fonction par patente royale, et environ un an plus tard, il reçoit la patente le désignant successeur de Richard Bower, maître du chœur des enfants,. Cette troupe enfantine, qui apparaît pour la première fois à la cour à Noël 1559, était sans doute capable à la fois de chanter, de danser et de jouer des spectacles, en tenant pour une grande part des rôles féminins. Dans les années 1580, donc après la mort d'Edward, cette troupe s'orientera vers un genre de comédie plus raffinée, dont Lyly sera le principal représentant.
Sous la direction d'Edwards, la troupe des enfants jouent à la cour diverses pièces, comme Damon and Pythias, parfois devant la reine, comme à Whitehall à Noël 1564, ou à Lincoln's Inn en février 1565 ou en février 1566, Edward étant devenu membre de cet Inn le 25 novembre 1564, sans poursuivre pour autant une profession de juriste. En 1567, George Turberville le surnomme « le gentleman de Lincoln's Inn » dans l'élégie sur sa mort, figurant dans Epitaphes, Epigrams, Songs and Sonets,.
En 1566, Edwards accompagne la reine quand elle se rend à Oxford, où elle assiste à Christ Church Hall à une représentation de Palamon and Arcite, une pièce d'Edwards qui est maintenant perdue,.

### Mort
Il meurt à Londres le 31 octobre 1566, et William Hunnis (en) lui succède à la Chapelle royale le 15 novembre de la même année.

## Œuvres
Il jouit à son époque d'une haute réputation. Francis Meres le cite dans son Palladis Tamia comme un des meilleurs pour la comédie,. De même, George Puttenham, dans son The Art of English Poesie, après avoir mentionné lord Buckhurst et Edward Ferrys pour la tragédie, cite « Edwards, de la chapelle de sa majesté » et le comte d'Oxford comme ceux qui méritent les plus hauts prix pour la comédie et l'interlude,. Warton pense que, par sa fonction, Edward a écrit de nombreux spectacles théâtraux, comédies, tragédies, masques, et a composé régulièrement des poèmes et des chansons à l'occasion de spectacles, mais que ses œuvres sont presque totalement perdues maintenant. Thorndike précise que des très nombreux spectacles mis en scène et joués par les enfants de la chapelle, seuls trente titres nous sont connus, et parmi ces trente titres, seules deux pièces subsistent : Damon and Pythias d'Edwards et Horestes de John Pickering.

### Palamon and Arcite
Le 3 septembre 1566, son Palamon and Arcite (en) est interprété devant la reine Élisabeth Ire à Christ Church Hall d'Oxford. Particulièrement satisfaite de l'un des enfants acteurs, elle lui remet 8 guinées, somme considérable à l'époque. John Stow rapporte dans son Summarie of Englyshe Chronicles qu'à une autre de ces représentations, une partie de la scène s'effondre, faisant trois morts et cinq blessés. Malgré ce tragique accident, le spectacle se poursuit le soir même. Anthony Wood affirme que l'accident se produit le soir où la reine est présente. Les acteurs poursuivent malgré tout le spectacle ; la reine rit beaucoup et remercie chaudement l'auteur à la fin de la représentation,.

### Damon and Pythias
Sa comédie Damon and Pythias, écrite en 1564 et publiée en 1571, est la seule pièce qui nous reste de lui. Fondée sur un sujet tragique, elle contient des scènes de farce vulgaire, qui auraient beaucoup plu à la reine. Cette œuvre ne possède pas les améliorations introduites par Sackville et Norton en 1561-62, sans doute parce que l'auteur pensait que cela convenait mieux à la tragi-comédie, genre dans lequel il a traité le récit. La pièce est écrite en vers, mais de construction grossière, de longueurs variables et ignorant la césure. Collier juge que les passages sérieux sont lourds et monotones, tandis que les scènes plus légères sont grotesques sans être drôles. Collier se demande si, sans les louanges extraordinaires de la reine pour cette comédie, Edwards aurait connu un tel degré de notoriété et d'approbation. Charles William Wallace (en), en revanche, fait l'éloge de cette pièce dans son livre The Evolution of the English Drama (1912), tandis que Leslie Stephen, dans son Dictionary of National Biography, ne lui accorde guère qu'un intérêt historique.

### Poèmes
On connaît un certain nombre de poèmes d'Edwards, qui nous sont parvenus, car ils ont été publiés dans The Paradise of Dainty Devices. Ce recueil apparaît la première fois en 1576 pendant le règne d'Élisabeth Ire, et, en 1606, il a déjà connu une dizaine d'éditions. À l'origine, ce recueil est compilé par Edwards quelque temps avant sa mort, uniquement pour son plaisir, sans songer à l'éditer. Après son décès, le manuscrit tombe entre les mains de l'éditeur Henry Disle, qui en voit l'intérêt commercial et le publie. Il est possible qu'il y ajoute quelques poèmes supplémentaires, comme les éditions ultérieures qui varient en plus ou en moins au gré des imprimeurs. C'est ainsi que l'ensemble des dix premières éditions comptent un total de cent vingt-cinq poèmes différents, et le nombre de contributeurs est d'environ vingt-neuf, certains identifiés seulement par leurs initiales. Treize de ces poèmes ou chansons (car il en a composé la musique) sont attribués à Edwards, parfois sous les initiales R. E. et même M. E. Sept autres poèmes ont été probablement écrits aussi par lui ; repérés par des initiales différentes, ils possèdent son style caractéristique.
Shakespeare a inséré une partie d'une chanson d'Edwards, In Commendation of Musicke dans Roméo et Juliette, acte IV scène 5, chanson que commence à fredonner Pierre :
| When griping grief the heart doth wound, And doleful dumps the mind oppress, Then music with her silver sound... | Quand le chagrin poignant a blessé le cœur Et que l'esprit est accablé d'une douloureuse tristesse, La musique aux sons argentins... |

On suppose que c'est Edwards qui a composé le beau poème, The Soul's Knell (« Le glas de l'âme »), qu'il aurait écrit au moment de sa mort.